# Agberto Guimarães
Agberto Conceição Guimarães (né le 18 août 1957 à Tucuruí) est un athlète brésilien, spécialiste du demi-fond.
Son record sur 800 m est de 1 min 43 s 63, obtenu à Coblence en 1984. Il termine 4e des Jeux olympiques à Moscou et 6e lors des premiers Championnats du monde à Helsinki.
Il est directeur sportif des Jeux olympiques de 2016 à Rio de Janeiro.